# Енгельгардт Василь Васильович
Васи́ль Васи́льович Енгельга́рдт (рос. Василий Васильевич Энгельгардт; 12 квітня 1755, Російська імперія — 24 травня 1828, Вільшана) — російський поміщик, племінник князя Потьомкіна, дійсний таємний радник, сенатор.

## Біографічні дані
Василь Енгельгардт народився в сім'ї ротмістра смоленської шляхти Василя Андрійовича з роду Енгельгардтів і його дружини Марфи Олександрівни Потьомкіної, рідної сестри Григорія Потьомкіна, князя Таврійського. Рідний брат Варвари Голіциної, Катерини Енгельгардт, Олександри Браницької і Тетяни Юсупової.
Замолоду Василь служив в армії. У 1778 році командував Білоруським гусарським полком і дослужився до чину генерал-поручика (1790). Кавалер орденів святого Володимира 1-го і 2-го ступенів, святого Георгія 4-го ступеня, святого Олександра Невського. У 1797 році був призначений сенатором і став дійсним таємним радником, а 1800 року звільнився зі служби.
Успадкував від князя Потьомкіна в Смоленській губернії його маєток Чижово, де служив управителем дядько Михайла Глинки, і садибу Покровське з повторенням вілли «Ротонда» (проект, імовірно, Івана Старова). В 1813 році придбав у спадкоємців графа Завадовського маєток Ляличі, на схід від Суража.
Василь Енгельгардт володів майже 18 тисячами душ кріпаків чоловічої статі, багатьма селами, зокрема Моринцями й Кирилівкою. На Київщині мав понад вісім тисяч кріпаків. У 1816 році до ревізького реєстру кріпаків Енгельгардта вписано дворічного Тараса Шевченка.
Серед поміщиків Енгельгардт мав репутацію хорошого господаря, що дбав про своїх кріпаків і водночас суворо карав їх за крадіжки і пияцтво. Помер у Вільшані Київської губернії, похований під вівтарем побудованої ним кам'яної церкви в Чижові.

## Діти
Від «польської княгині» Василь Енгельгардт мав п'ятьох незаконних дітей, яких у травні 1801 року офіційно усиновив та удочерив:
- Андрій Васильович (1780—1834), полковник.
- Василь Васильович (1785—1837), відставний полковник, багач, картяр, власник будинку на Невському проспекті з концертним залом (нині будинок № 30), у якому давав публічні концерти й костюмовані бали, де бували також члени царської родини. Спілкувався з Пушкіним у петербурзьких літературних і театральних колах (1819—1820). Поет цінував Енгельгардта за те, що той «охоче грав у карти» і «дуже вдало бавився словами».
- Олександра Василівна (1787—1808), дружина капітана Івана Богдановича Краєвського († 1858).
- Катерина Василівна (1797—1818), дружина генерала Никанора Свєчина.
- Павло Васильович (1798—1849), полковник лейб-гвардії Уланського полку. Тарас Шевченко був його кріпаком.

Інтер'єри садиби Покровське-Гривково
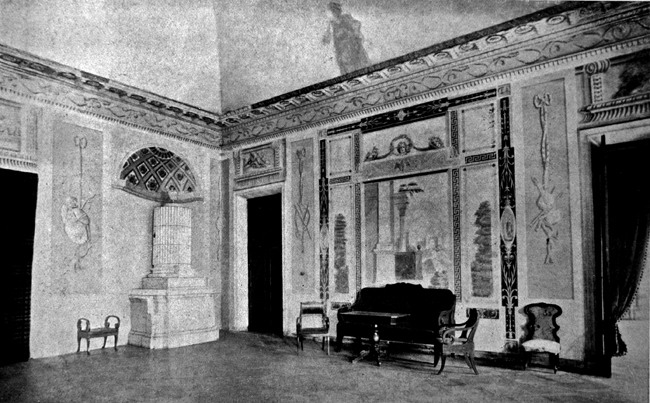
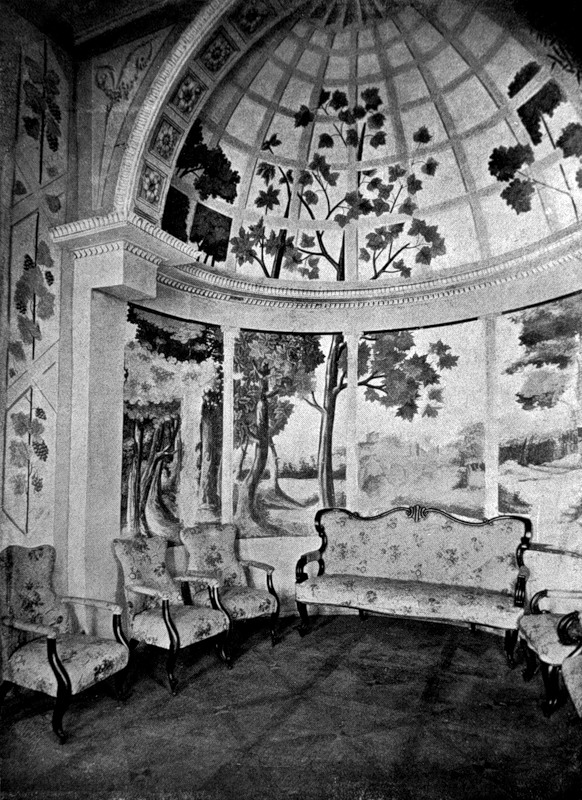
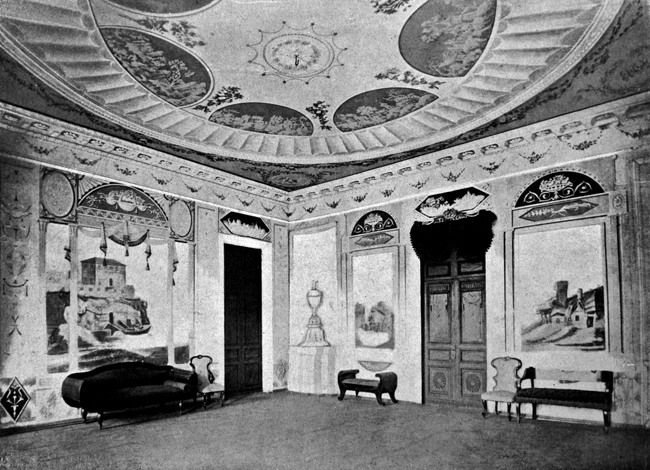